# Płużyca (herb szlachecki)
Płużyca – polski herb szlachecki z nobilitacji, nadany w Królestwie Kongresowym.

## Opis herbu
Opis zgodnie z klasycznymi regułami blazonowania:
W polu zielonym pług srebrny, oprawny w drzewo barwy brązowej. Nad hełmem w koronie snop złoty. Labry zielone podbite złotem.

## Najwcześniejsze wzmianki
Nadany Jerzemu Beniaminowi Flatt, byłemu dyrektorowi instytutu agronomicznego w Marymoncie 31 marca (12 kwietnia) 1848.

## Herbowni
Jedna rodzina herbownych (herb własny):
Flatt (Flat).